# Viones
Viones (llamada oficialmente San Salvador de Viós) es una parroquia y una localidad española del municipio de Abegondo, en la provincia de La Coruña, Galicia.

## Otras denominaciones
La parroquia también es conocida por el nombre de San Salvador de Vions.

## Organización territorial
La parroquia está formada por quince entidades de población, constando siete de ellas en el nomenclátor del Instituto Nacional de Estadística español:
- A Fontefría
- A Fraga
- Currás (Os Currás)
- Granxa (A Granxa)
- Lagoa (A Lagoa)
- Louros (Os Louros)
- O Petón
- Pazo (O Pazo)
- Pega (A Pega)
- Penol
- Poceira (A Poceira)
- Pousada
- Regueira (A Regueira)
- Saamed (Samede)
- Souto (O Souto)
- Vions*

## Demografía

### Parroquia
| Gráfica de evolución demográfica de Viones (parroquia) entre 2000 y 2018 |
|                                                                          |
| Datos según el nomenclátor publicado por el INE.                         |

### Localidad
| Gráfica de evolución demográfica de Viós (localidad) entre 1999 y 2018 |
|                                                                        |
| Datos según el nomenclátor publicado por el INE.                       |